# سو وليامز (رسامة)
سو وليامز (بالإنجليزية: Sue Williams)‏ هي رسامة وفنانة بريطانية، ولدت في 1956.